# Racionais MC's
Racionais MC's es un grupo de rap y hip-hop formado por Mano Brown (Pedro Paulo Soares Pereira), Ice Blue (Paulo Eduardo Salvador), Edi Rock (Edivaldo Pereira Alves) y KL Jay (Kleber Geraldo Lelis Simões) en 1988 en la ciudad de São Paulo.
Usando el lenguaje de la favela, con expresiones típicas de las comunidades pobres de la ciudad de São Paulo, las letras del grupo hacen un discurso en contra la opresión hacia la población marginal de la periferia de São Paulo, buscan pasar una postura en contra la sumisión y la miseria.
A pesar de actuar esencialmente en la periferia paulistana, y de no hacer uso de grandes medios como canales abiertos de televisión, o negarse a participar en grandes festivales, el grupo vendió al largo de su existencia cerca de 1 millón de copias de sus álbumes.

## Historia
Los Racionais MC's son uno de los principales grupos de rap y hip hop de Brasil, surgieron a fines de la década de 1980. Su primera grabación discográfica fue en 1988, cuando el sello Zimbabwe Records (especializado en música negra) lanzó un disco tipo selección llamado "Consciência Black". En este LP, surgieron los dos primeros éxitos del grupo: "Pânico na Zona Sul" y "Tempos Difíceis". Ambas canciones estaban dos años después en "Holocausto Urbano"., el primer disco del grupo.
En el LP, el grupo de rap paulistano denuncia el racismo y la miseria en la periferia de São Paulo, marcada por la violencia y por el crimen. El álbum hizo a los Racionais MC's muy conocidos en la periferia paulistana, el grupo hizo una serie de conciertos por el gran São Paulo. Aún en aquel año, el grupo hizo dos, en el reformatorio.
En 1991, los Racionais MC's abrieron para el concierto del pionero Public Enemy, uno de los más famosos grupos del hip hop estadounidense, en el gimnasio de Ibirapuera, en São Paulo. La popularización en la periferia de São Paulo hizo que los integrantes de Racionais MC's pasasen a desarrollar trabajos especialmente hacia las comunidades pobres,
entre los cuales un proyecto creado por la Secretaría Municipal de Educación de São Paulo, en el cual el grupo realizó charlas en escuelas sobre drogas, racismo, violencia policial, entre otros temas. A finales de 1992, fue lanzado "Escolha O Seu Caminho", un segundo LP del grupo.
En el año siguiente, participaron del proyecto "Música Negra em Ação", realizado en el Teatro das Nações en São Paulo, e grabaron el LP "Raio X do Brasil", el tercer disco del grupo, lanzado en una fiesta en el patio de la escuela de samba Rosas de Ouro, para un público estimado de 10 mil personas. Canciones de este disco como "Fim De Semana No Parque" e "Homem Na Estrada" (ambas de Mano Brown) tuvieron mucho éxito en bailes de rap y en las radios del género en todo el país. En 1994, la discográfica Zimbabwe Records lanzó el álbum llamado "Racionais MC's".

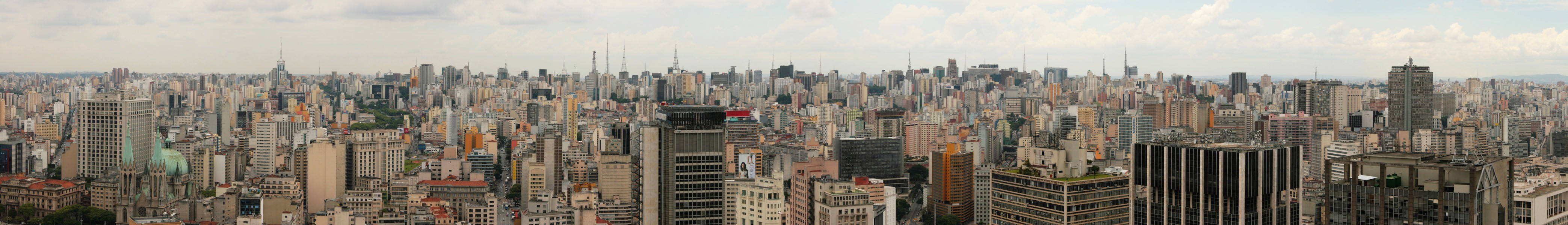
Panorama urbano de São Paulo. El área metropolitana de São Paulo se concentran 20 millones de personas. En las letras del grupo destaca la deshumanización del individuo en el contexto de la gran metrópolis.

Los Racionais MC's participaron en los años siguientes de varios conciertos filantrópicos en beneficio de portadores de sida y campañas de abrigos y en contra el hambre, aparte actúan en protestas como el aniversario de la Abolición de la Esclavitud en Brasil.
En el final de 1997, fue lanzado el disco "Sobrevivendo no Inferno", por el sello Cosa Nostra Fonográfica (del propio grupo), que vendió más de 500 mil copias. Este disco está considerado como un clásico dentro del rap brasileño. La portada, con un crucifijo ha calado entre sus fanes, siendo común verla estampada en camisetas. Entre los grandes éxitos de este álbum están "Diário de um Detento", "Fórmula Mágica da Paz", "Capítulo 4, Versículo 3" y "Mágico de Oz". Con este disco, los Racionais MC's dejaban de ser simplemente un fenómeno en la periferia paulistana para ser un éxito entre otros grupos sociales. A pesar de eso, el grupo adoptó una postura anti mediática. Un ejemplo notorio fue el ceremonial de premiación de Video Music Brasil, de MTV brasilera, cuando Mano Brown provocó el público presente en el evento, al decir que su madre ya habría lavado la ropa de muchos de aquellos "pijos", y resaltó que el público de Racionais MC's continuaría siendo la gente de la Periferia.
Siguen presentándose en clubes y escuelas de Samba de comunidades pobres de Brasil. El grupo llegó a la marca de 500 mil copias vendidas solamente con distribución del propio grupo (en las bancas de periódicos, bailes, clubes, canchas, conciertos y puestos ambulantes).
En 2002, el grupo lanzó "Nada Como Um Dia Após O Outro Dia", un disco doble que así como su antecesor, fue bien recibido por la crítica. Entre los más grandes éxitos están "Vida loka (Parte I)", "Vida Loka (Parte II)"(probablemente la canción más famosa del grupo), "Negro Drama", "Jesus Chorou" y "Estilo Cachorro".
En 2006, Racionais MC's lanzó el primer DVD del grupo llamado "1000 Trutas, 1000 Tretas" que en español significa (1000 amigos, 1000 problemas), grabado en vivo en Sesc, en el barrio Itaquera de São Paulo.
En 2014, el grupo lanzó un nuevo material discográfico llamado "Cores & Valores" por el sello Cosa Nostra Fonográfica.

## Controversia
Fueron el principal grupo del festival gratuito de hip hop "Rap no Vale", un concierto de rap realizado en el final de 1994, en el Vale do Anhangabaú (situado en el siempre conflictivo centro de São Paulo), y que terminó en peleas y disturbios, tras lo cual los miembros del grupo fueron detenidos por la policía bajo la acusación de incitación a la violencia.
En 2007, Mano Brown participó en una pelea durante un partido del club del cual es aficionado, el Santos Futebol Clube. Fue detenido y posteriormente absuelto por falta de pruebas.

## Curiosidades
- La canción "Vida Loka I" usa "samples" de "You Are My Love", de la banda inglesa Liverpool Express.
- La portada del álbum "Sobrevivendo no inferno", en la que aparece un crucifijo gótico bajo el nombre del grupo también en caracteres góticos se ha convertido en un símbolo del grupo. De hecho es frecuente verla estampadas en camisetas vendidas principalmente en el Centro de Sao Paulo.

## Discografía

### Álbumes
- Holocausto Urbano (1990) Zimbabwe Records LP
- Escolha O Seu Caminho (1992) Zimbabwe Records LP
- Raio X do Brasil (1993) Zimbabwe Records LP
- Sobrevivendo No Inferno (1997) Cosa Nostra Fonográfica CD
- Nada Como Um Dia Após O Outro Dia (2002) Cosa Nostra Fonográfica CD
- 1000 Trutas, 1000 Tretas (2006) Cosa Nostra Fonográfica CD
- Cores & Valores (2014) Cosa Nostra Fonográfica CD

### Recopilatorios
- Racionais Mc's (1994) Zimbabwe Records LP

### Álbumes en directo
- Ao Vivo (2001) Cosa Nostra Fonográfica CD

- 1000 TRUTAS, 1000 TRETAS - Cd  (2006) Cosa Nostra Fonográfica CD

### Otros
- Consciência Black - (Vários Artistas) (1988) Zimbabwe Records LP

## Videografía

### DVD
- 1000 TRUTAS, 1000 TRETAS (2006) Cosa Nostra Fonográfica DVD

## Principales Conciertos
- FEBEM, São Paulo (1990).
- Apertura del recital de Public Enemy, Ginásio do Ibirapuera, São Paulo (1991).
- "Rap no Vale", Vale do Anhangabaú, São Paulo (1992).
- "Raio X Brasil" (lanzamiento del disco), Patio de la Escuela de Samba Rosas de Ouro, São Paulo (1993).
- "Música Negra em Ação", Teatro das Nações, São Paulo (1993).
- "Hutus Rap Festival", Armazém do Rio Número 5, Río de Janeiro (2002).
- "Racionais MC's, Nega Gizza e MV Bill", Olímpo, Río de Janeiro (2003).

- Wikiquote alberga frases célebres de o sobre Racionais MC's.